# Stowarzyszenie Architektów Polskich SARP

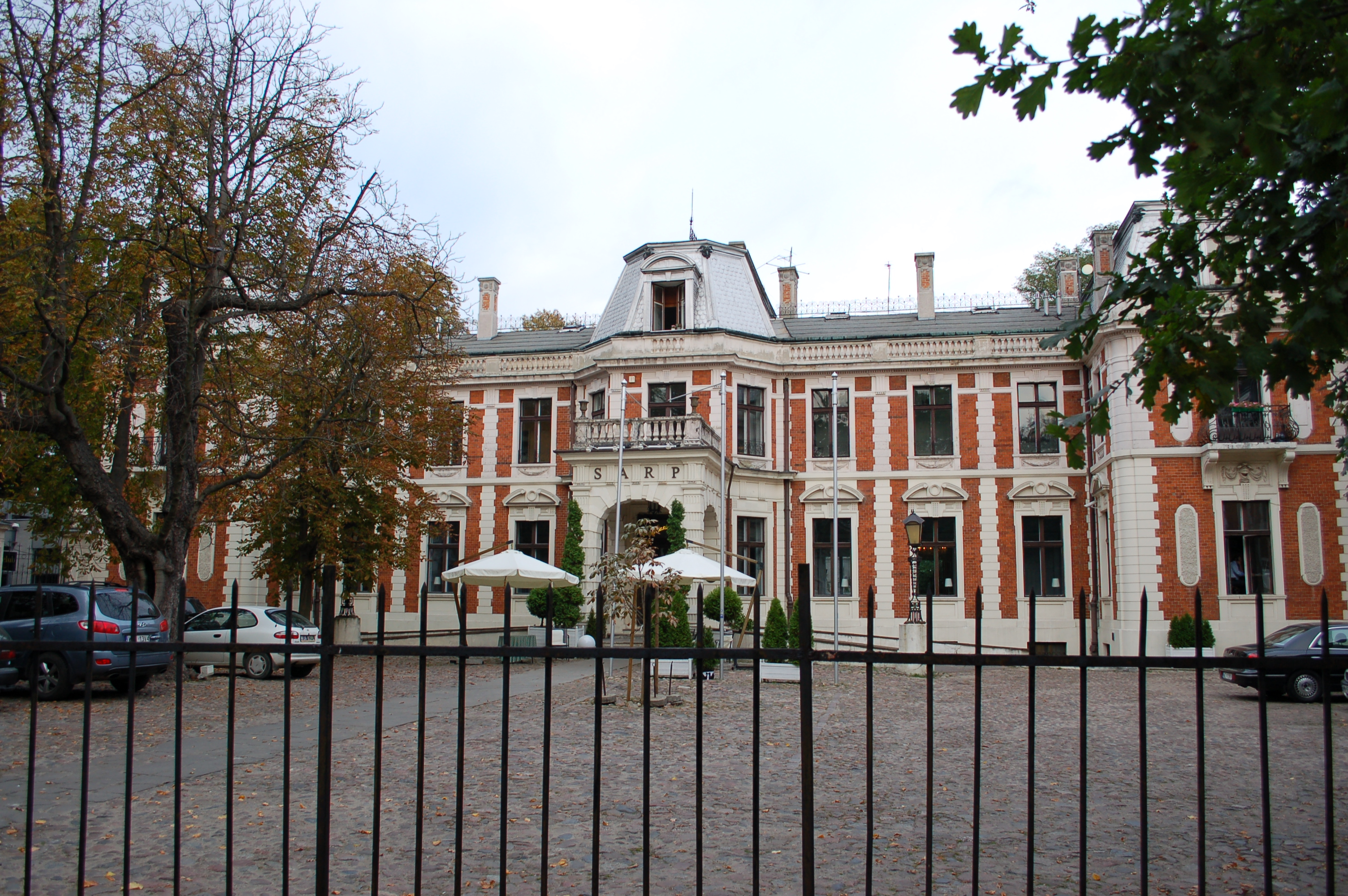
Sitz der Zentrale des Verbandes in Warschau

Stowarzyszenie Architektów Polskich SARP (deutsch: Verband Polnischer Architekten SARP) ist der wichtigste Berufsverband der polnischen Architekten. Sein Hauptsitz befindet sich in Warschau im Zamoyski-Palast in der Ulica Foksal 2. Daneben verfügt der Verband über Regionalbüros in weiteren 25 polnischen Städten: Bielsko-Biała, Białystok, Bydgoszcz, Częstochowa, Gorzów Wielkopolski, Jelenia Góra, Katowice, Kielce, Koszalin, Kraków, Łódź, Lublin, Olsztyn, Opole, Poznań, Radom, Rzeszów, Słupsk, Szczecin, Toruń, Wrocław, Wybrzeże bei Gdańsk, Zakopane und Zielona Góra und die lokale Niederlassung in Warschau.

## Geschichte
Im Jahr 1929 wurden verschiedene regionale Architektenverbände Polens, zu denen die 1925 gegründete Związek Architektów na Śląsku (deutsch: Union der Architekten in Schlesien) in Katowice und der 1926 gegründete Stowarzyszenie Architektów Polskich (deutsch: Verband der polnischen Architekten) aus Warschau gehörten, zu einem nationalen Berufsverband – dem  Związek Stowarzyszeń Architektów Polskich (deutsch: Vereinigung der Polnischen Architektenverbände) – zusammengeschlossen.
Im Jahr 1934 wurden alle in Polen in Architektenverbänden organisierten Architekten in der Stowarzyszenie Architektów Rzeczypospolitej Polskiej, kurz: SARP (deutsch: Verband der Architekten der Republik Polen) vereint. Nach dem Zweiten Weltkrieg wurde der Verband reaktiviert und  änderte im Jahr 1952 seinen Namen in Stowarzyszenie Architektów Polskich (deutsch: Verband Polnischer Architekten), um der Namensgebung Polens als Volksrepublik Rechnung zu tragen. Das Kürzel SARP blieb jedoch erhalten. Präsident des Verbandes ist seit 2012 Mariusz Ścisło.

## Aufgaben
Die in den Statuten festgelegten Ziele des Verbandes sind neben anderen:
- Förderung von Qualität und Weiterentwicklung von architektonischen Werken unter Berücksichtigung des öffentlichen Interesses
- Schaffung von Bedingungen für die Entwicklung und den Schutz architektonischen Schaffens
- Förderung der Entwicklung von Architekturbüros und des Berufsstandschutzes

Darüber hinaus beteiligt SARP sich an kulturellen, wissenschaftlichen und pädagogischen Aktivitäten (Organisation von Seminaren und Ausstellungen) und veranstaltet Architekturwettbewerbe. Seit 1966 verleiht der Verband auch den prestigeträchtigen Honorowa Nagroda SARP (deutsch: Ehrenpreis des SARP).
Auf Basis einer Vorgabe des polnischen Kultusministers vom 16. Februar 1995 wurde dem Verband außerdem die Genehmigung erteilt, die gemeinschaftliche Wahrnehmung von Urheberrechten an Werken der Architektur, Baukunst und Stadtplanung in verschiedenen Bereichen (z. B. der medialen Wiedergabe) wahrzunehmen.

## Präsidenten (ab 1981)
- Adolf Szyszko-Bohusz, 1937–1939
- Zbigniew Zawistowski, 1981–1985
- Roman Hordyński, 1985–1986
- Andrzej Kiciński, 1986–1988
- Ryszard Semka, 1988–1994
- Krzysztof Chwalibóg, 1991–2003
- Ryszard Jurkowski, 2000–2006
- Jerzy Grochulski, 2006–2012
- Mariusz Ścisło, 2012–2019
- Bohdan Lisowski, seit 2019[7]